# Dicroglossinae
De Dicroglossinae vormen een onderfamilie van kikkers uit de familie Dicroglossidae. De groep werd voor het eerst wetenschappelijk beschreven door John Anderson in 1871. Later werd de wetenschappelijke naam Dicroglossini gebruikt.
Er zijn 170 verschillende soorten die verdeeld worden in elf geslachten. Alle soorten komen voor in noordelijk Afrika, het Arabisch Schiereiland en Azië.

## Geslachten
Onderfamilie Dicroglossinae
- Geslacht Allopaa
- Geslacht Chrysopaa
- Geslacht Euphlyctis
- Geslacht Fejervarya
- Geslacht Hoplobatrachus
- Geslacht Limnonectes
- Geslacht Nannophrys
- Geslacht Nanorana
- Geslacht Ombrana
- Geslacht Quasipaa
- Geslacht Sphaerotheca

Dicroglossinae · 
Occidozyginae